# 三峰塔

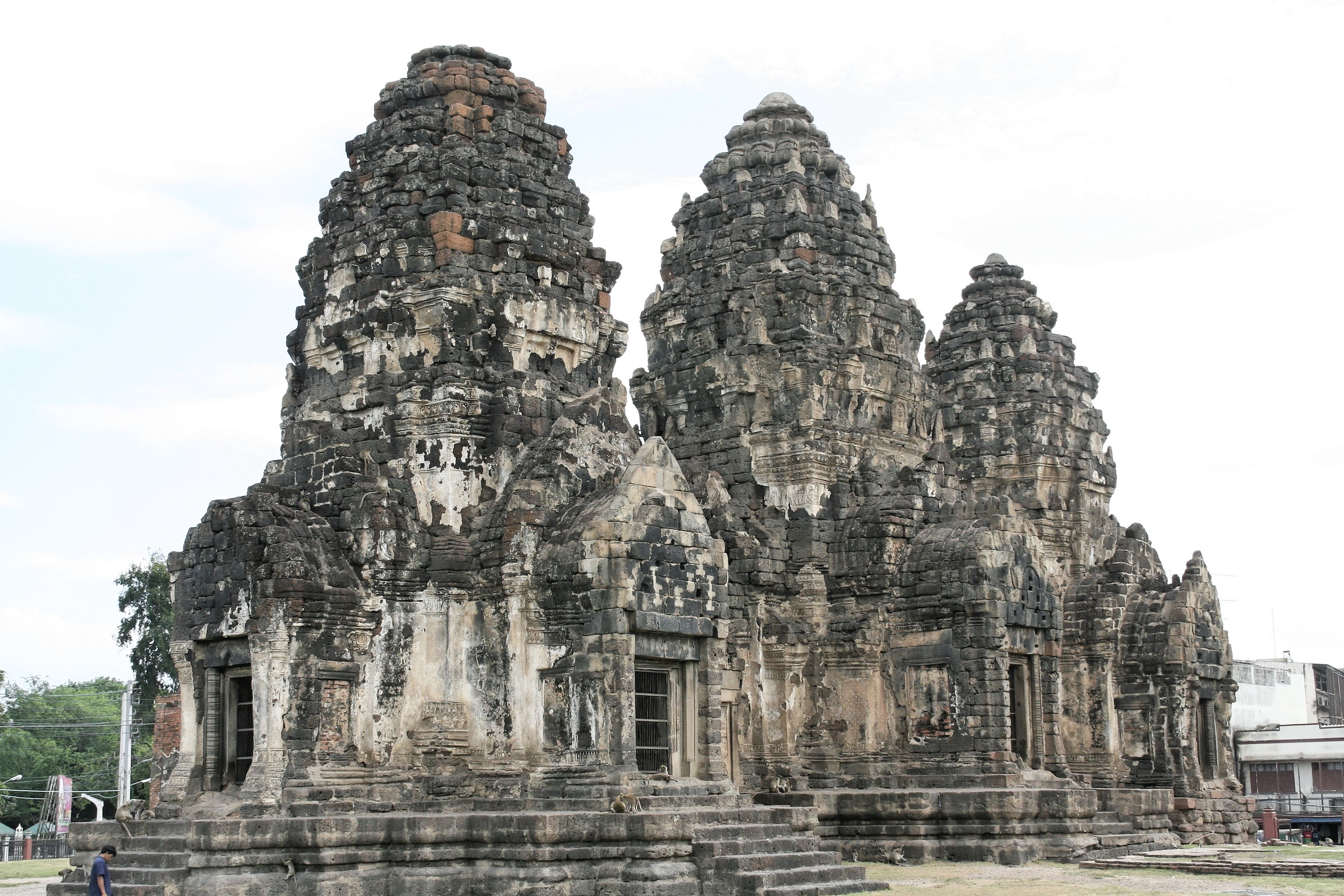
泰國華富里府的三峰塔

14°48′11″N 100°36′51″E / 14.80306°N 100.61417°E
三峰塔，位於泰國中部華富里府，華富里直轄縣的市區之火車站附近，它是華富里府的標誌，建於13世紀，為高棉族所建的婆羅門教藝術風格的三座普朗塔。